# Брезімо
Брезімо (італ. Bresimo) — муніципалітет в Італії, у регіоні Трентіно-Альто-Адідже,  провінція Тренто.
Брезімо розташоване на відстані близько 520 км на північ від Рима, 45 км на північ від Тренто.
Населення — 255 осіб (2014).

## Демографія
Населення за роками:

Станом на 1 січня 2023 року в муніципалітеті офіційно проживало 5 іноземців з 3 країн, серед них 4 громадяни країн Євросоюзу.

## Сусідні муніципалітети
- Кальдес
- Чис
- Ліво
- Мале
- Раббі
- Румо
- Ультімо